# Costa del Sol
Koordinaten: 36° 34′ N, 4° 35′ W
Als Costa del Sol (spanisch für Sonnenküste) wird ein Küstenabschnitt im Süden Spaniens (Andalusien) bezeichnet. Der Begriff wurde im Jahr 1928 durch den Hotelier Rodolfo Lussnigg zu Werbezwecken geprägt.
Sie grenzt im Westen an das Campo de Gibraltar (Mittelmeerküste der Provinz Cádiz) und im Osten an die Costa Tropical (Provinz Granada). Die Costa del Sol beschränkt sich auf die Mittelmeerküste der Provinz Málaga, von Manilva (bei Estepona) bis Maro (bei Nerja).

## Klima
Das subtropische Klima sorgt ganzjährig für angenehme Temperaturen und die Küste ist zusätzlich durch Bergketten vor Nordwinden geschützt.

## Tourismus

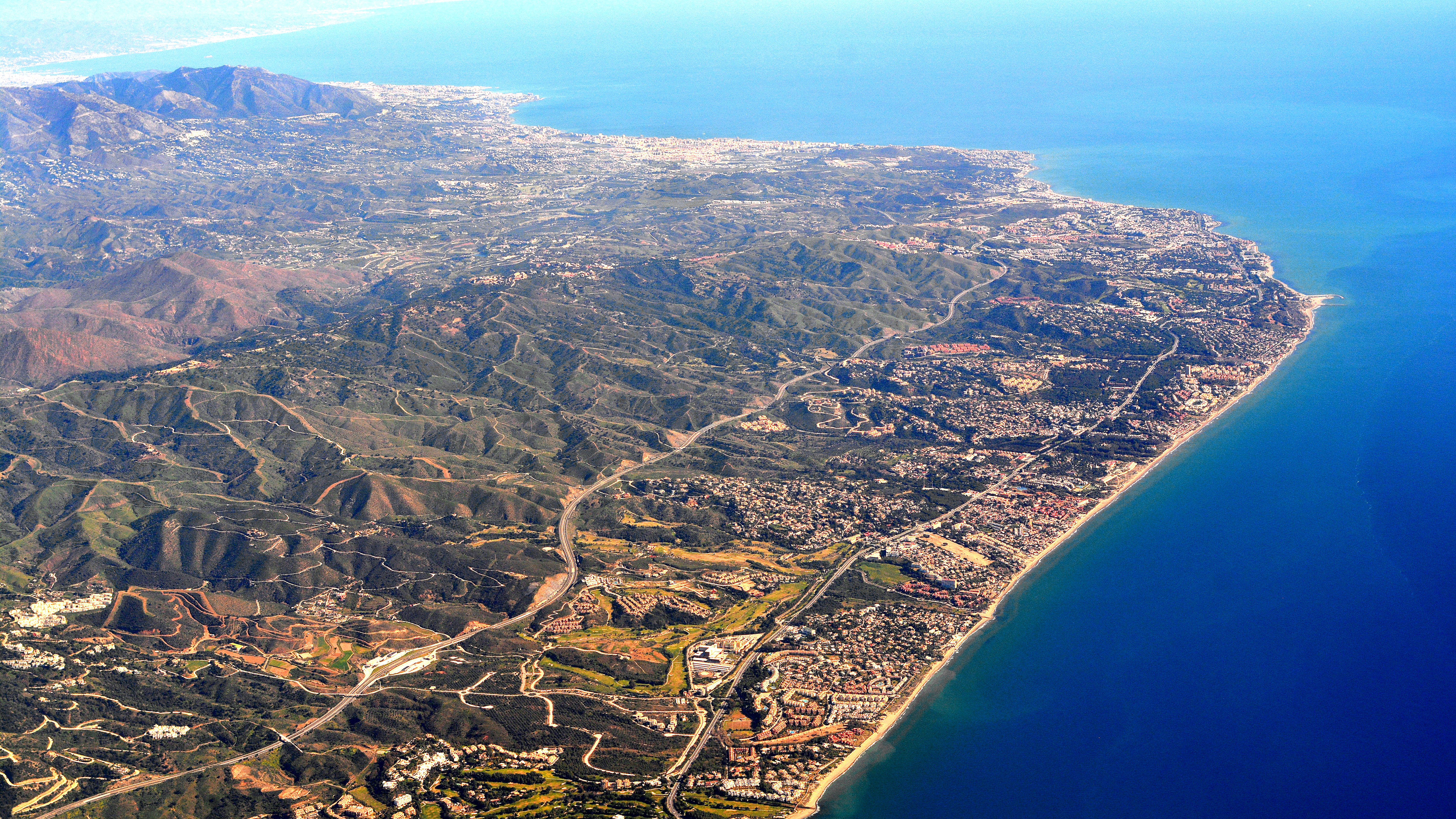
An der Costa del Sol (2015)

Ab den 1960er-Jahren entwickelte sich die Costa del Sol dank des Klimas und der mehr als 325 Sonnentage pro Jahr zu einem beliebten internationalen Tourismusziel.
Heute prägen eine Vielzahl von Hotelanlagen und umfangreiche Sportmöglichkeiten das touristische Angebot. Im Jahr 2021 gab es rund 70 Golfplätze in der Region.
Zentren des Tourismus sind westlich von Málaga der Küstenabschnitt von Torremolinos/Benalmádena über Marbella bis San Pedro de Alcántara und im Osten Málagas die Küste zwischen Torre del Mar und Nerja.
Marbella war einst ein Ort des Jetsets und gilt bis heute als gehobener Ort.

## Kriminalität
Der Camorra-Experte Roberto Saviano sah im Jahre 2006 die Unternehmen an der Costa del Sol weitgehend unter der Kontrolle der Camorristi. Dort würde neben illegaler Prostitution und Rauschgifthandel vor allem Geldwäsche über das Baugewerbe betrieben. Die Camorristi nennen die Costa del Sol costa nostra („unsere Küste“). Saviano führte die Ignoranz spanischer Politiker gegenüber der Camorra zurück auf „eine stillschweigende Übereinkunft, nach der die Kriminellen aus Neapel ihre Geschäfte machen dürfen, solange sie keine militärischen Aktionen provozieren.“ Im Bereich der Schwerkriminalität waren neben der Camorra auch Organisationen aus Russland und dem ehemaligen Jugoslawien an der Costa del Sol tätig. Angesichts dieser Situation wurde 2004 die polizeiliche Sondereinheit Grupo de Respuesta Especial para el Crimen Organizado (Greco) ins Leben gerufen. Marbella, Fuengirola und Torremolinos zählten im Jahr 2005 spanienweit zu den Städten mit der höchsten Kriminalität.